# Paulette Sullivan Moore
Paulette Sullivan Moore é a primeira advogada afro-americana do estado de Delaware.

## Biografia
Ela completou a sua educação jurídica na Rutgers University Law School, em 1976. No ano seguinte, Moore tornou-se a primeira mulher afro-americana a exercer a advocacia no estado de Delaware. No mesmo ano, foi admitida para exercer a profissão perante o Tribunal Distrital de Delaware, bem como perante o Terceiro Circuito do Tribunal de Apelações dos Estados Unidos. Durante a década de 1990, actuou como Registradora de Acções do Condado de New Castle. Trabalhou como Coordenadora de Políticas para a Coligação de Delaware contra a Violência Doméstica e como Vice-Presidente de Políticas Públicas da Rede Nacional pelo Fim da Violência Doméstica.